# كريستن بانغ
كريستن بانغ (بالنرويجية البوكمول: Christen Bang)‏ هو قسيس نرويجي، ولد في 1584، وتوفي في 1678.